# Alberto Segado
Alberto Segado (Buenos Aires; 24 de agosto de 1944 - Ib.; 14 de diciembre de 2010) fue un actor argentino de cine, teatro y televisión y profesor de actuación.

## Carrera
Cursó estudios en el Instituto de Teatro de la Universidad de Buenos Aires dirigido por el ya mítico Oscar Fessler y el maestro Juan Carlos Gené. Además se formó con Hedy Crilla y Roberto Durán. Y completó su formación en entrenamientos conducidos por Augusto Fernandes. También asistió como invitado al Actors Studio y al Instituto de Teatro y Cine Lee Strasberg de Nueva York.
Estuvo en las performances del Di Tella y formó parte del elenco estable del Teatro Municipal General San Martín donde participó en obras como Cyrano de Bergerac; Mateo y Relojero, de Armando Discépolo; Don Juan, de Molière; Juan Gabriel Borkman, de Henrik Ibsen; Santa Juana, de Bernard Shaw; María Estuardo, de Friedrich Schiller y Don Gil de las calzas verdes, de Tirso de Molina. Como protagonista actuó en El reñidero de Sergio de Cecco, Casas de Viudos de Bernard Shaw; El inspector, de Nikolái Gógol; El jardín de los cerezos, de Antón Chéjov; y Primaveras, de Aída Bortnik. Junto al elenco hizo giras internacionales que lo llevaron a la ex Unión Soviética. Participó en Teatro Abierto y fue uno de los protagonistas de El Señor Galíndez, de Eduardo Pavlovsky, y de El campo y Los siameses, de Griselda Gambaro.
En cine participó entre otras, en las siguientes películas: Plata Dulce, Matar al abuelito, de C.D. Angiolillo; Un muro de silencio, de Lita Stantic; El caso María Soledad, de Héctor Olivera; De eso no se habla, Yo, la peor de todas, de María Luisa Bemberg, y Perdido por perdido de Alberto Lecchi.
Sus últimos trabajos premiados fueron Sacco y Vanzetti, de Mauricio Kartun; El relámpago, de August Strindberg, dirigido por Augusto Fernándes en el Teatro Nacional Cervantes; Galileo Galilei, de Bertolt Brecht, dirigido por Rubén Szuchmacher;Copenhague, de Michael Frayn, dirigido por Carlos Gandolfo, y Un enemigo del pueblo, de Henrik Ibsen, dirigido por Sergio Renán en el Teatro Municipal General San Martín.
En la televisión de los años 80, se destacó en ciclos fundamentales como Compromiso , Atreverse y Situación límite.

## Trayectoria

### Teatro
| Obra | Participación   | Autor                                                   | Director                                                |
| --- | --------------- | ------------------------------------------------------- | ------------------------------------------------------- |
| Sacco y Vanzetti | actor           | Mauricio Kartun                                         | Jaime Kogan                                             |
| Camára Gesell | voz en off      | Daniel Veronese                                         | Emilio García Wehbi, Daniel Veronese                    |
| Argentine Quebracho Company | intérprete      | Danilo Galasse, Jorge Goldenberg                        | Héctor Aure, Leandro Hipólito Ragucci                   |
| Moneda de mandarina | director        | Jorge Masciángioli                                      | Zelmar Gueñol, Jorge Landó, Nelly Prono, Alberto Segado |
| Fuego asoma | intérprete      | José María Polantonio, Luis Verdi                       | José María Polantonio                                   |
| El relámpago (travesía) | actor           | August Strindberg                                       | Augusto Fernandes                                       |
| El campo | actor           | Griselda Gambaro                                        | Alberto Ure                                             |
| Viejas fotos | agradecimientos | Néstor Sabatini                                         | Roberto Castro                                          |
| Cositas mías | actor           | Jorge Garcia Alonso                                     | Villanueva Cosse                                        |
| El Señor Galíndez | actor           | Eduardo Tato Pavlovsky                                  | Jaime Kogan                                             |
| Historia tendenciosa de la clase media argentina, de los extraños sucesos en que se vieron envueltos algunos hombres públicos, su completa dilucidación y otras escandalosas revelaciones | actor           | Ricardo Monti                                           | Jaime Kogan                                             |
| Los últimos días de Emmanuel Kant contados por Ernesto Teodoro Amadeo Hoffmann | actor           | Alfonso Sastre                                          | Juan Carlos Gené                                        |
| La vuelta manzana | actor           | Hugo Midón                                              | Hugo Midón                                              |
| Tres hermanas | actor           | Antón Chéjov                                            | Luciano Suardi                                          |
| Un enemigo del pueblo | actor           | Henrik Ibsen                                            | Sergio Renán                                            |
| Democracia | actor           | Michael Frayn                                           | Hugo Urquijo                                            |
| Antes/Después | voz en off      | Roland Schimmelpfennig                                  | Rubén Szuchmacher                                       |
| En casa/En Kabul | actor           | Tony Kushner                                            | Carlos Gandolfo                                         |
| Lo que pasó cuando Nora dejó a su marido o Los pilares de las sociedades | actor           | Elfriede Jelinek                                        | Rubén Szuchmacher                                       |
| Copenhague | actor           | Michael Frayn                                           | Carlos Gandolfo                                         |
| La Escala Humana | voz en off      | Javier Daulte, Rafael Spregelburd y Alejandro Tantanian | Javier Daulte, Rafael Spregelburd y Alejandro Tantanian |
| Galileo Galilei | intérprete      | Bertolt Brecht                                          | Rubén Szuchmacher                                       |
| Volpone | intérprete      | Ben Jonson                                              | David Amitin                                            |
| Memorial del cordero asesinado | intérprete      | Juan Carlos Gené                                        | Juan Carlos Gené                                        |
| Primaveras | intérprete      | Aída Bortnik                                            | Beatriz Matar                                           |
| María Estuardo | intérprete      | Friedrich Schiller                                      | M. Santángelo                                           |
| Don Gil de las calzas verdes | intérprete      | Tirso de Molina                                         | Osvaldo Bonet                                           |
| Santa Juana | intérprete      | George Bernard Shaw                                     | Alejandra Boero                                         |
| Relojero | intérprete      | Armando Discépolo                                       | Carlos Alvarenga                                        |
| El inspector | intérprete      | Nikolái Gógol                                           | Roberto Duran                                           |
| Juan Gabriel Borkman | intérprete      | Henrik Ibsen                                            | Roberto Duran                                           |
| Historia de la danza | intérprete      | Eduardo Gudiño Kieffer, Kive Staiff                     | Esther Ferrando                                         |
| Mateo | intérprete      | Armando Discépolo                                       | Omar Grasso                                             |
| Don Juan | intérprete      | Molière                                                 | Omar Grasso                                             |
| Cyrano de Bergerac | intérprete      | Edmond Rostand                                          | Osvaldo Bonet                                           |
| Nuestra bella que duerme | intérprete      | Alberto Rodríguez Muñoz                                 | Alberto Rodríguez Muñoz                                 |
| Pajaritos en la cabeza | actor           | Hugo Midón                                              | Hugo Midón                                              |
| Antígona | intérprete      | Jhon Marek                                              | Roberto Conte                                           |

### Cine
| Año  | Título                                     | Personaje            | Director                |
| ---- | ------------------------------------------ | -------------------- | ----------------------- |
| 1969 | Kuma Ching                                 |                      | Daniel Tinayre          |
| 1973 | La malavida                                |                      | Hugo Fregonese          |
| 1974 | Secuestro y muerte de Mr. Dupont (inédita) |                      | Pedro Stocki            |
| 1975 | Más allá del sol                           | Aarón de Anchorena   | Hugo Fregonese          |
| 1982 | Plata dulce                                | Licenciado           | Fernando Ayala          |
| 1983 | Espérame mucho                             | Marcial              | Juan José Jusid         |
| 1984 | Gracias por el fuego                       | Hugo Budiño          | Sergio Renán            |
| 1984 | Asesinato en el Senado de la Nación        | Luis Duhau           | Juan José Jusid         |
| 1988 | Matar es morir un poco (inédita)           | Lorenzo 'Lucky' Lara | Héctor Olivera          |
| 1989 | Ojos azules                                | Gómez                | Reinhard Hauff          |
| 1989 | Nunca estuve en Viena                      | Marcelo              | Antonio Larreta         |
| 1990 | Yo, la peor de todas                       | Padre Miranda        | María Luisa Bemberg     |
| 1993 | Perdido por perdido                        | Comisario Garcés     | Alberto Lecchi          |
| 1993 | ¿Donde queda el paraiso? (Telefilm)        | José María           | Beda Docampo Feijóo     |
| 1993 | De eso no se habla                         | Dr. Blanes           | María Luisa Bemberg     |
| 1993 | El caso María Soledad                      | Subcomisario         | Héctor Olivera          |
| 1993 | Un muro de silencio                        |                      | Lita Stantic            |
| 1993 | Matar al abuelito                          | Fernando             | Luis César D'Angiolillo |
| 1995 | El largo viaje de Nahuel Pan               | Fernando             | Jorge Zuhair Jury       |
| 1995 | El censor                                  | Bertani              | Eduardo Calcagno        |
| 2001 | Potestad                                   | Padre de Eduardo     | Luis César D'Angiolillo |

## Fallecimiento
Falleció el 14 de diciembre de 2010 donde estuvo internado dos días en el Sanatorio de la Providencia. Recibió el Premio Konex - Diploma al Mérito post mortem en 2011.